# Kelly Blair
Kelly Blair, nach Heirat Kelly LaBounty (* 24. November 1970 in Prosser, Washington), ist eine ehemalige Leichtathletin aus den Vereinigten Staaten.

## Sportliche Karriere
Die 1,81 Meter große Kelly Blair besuchte die University of Oregon und startete danach für die Firma Nike in Beaverton. Ihre persönliche Bestleistung im Siebenkampf von 6465 Punkten stellte sie am 11./12. Juni 1997 in Indianapolis auf, wobei einige Leistungen in diesem Wettkampf von mehr als zwei Meter/Sekunde Rückenwind profitierten. Die gleiche Punktzahl erreichte sie ohne Windunterstützung am 21./22. Juli 1998 bei den Goodwill Games in Uniondale. 
1993 belegte Blair mit 5926 Punkten den dritten Platz bei der Universiade in Buffalo, wobei sie nur acht Punkte weniger aufwies, als die zweitplatzierte Deutsche Birgit Gautzsch, die polnische Siegerin Urszula Włodarczyk hatte fast 200 Punkte Vorsprung. 1995 bei den Weltmeisterschaften in Helsinki erreichte Blair mit 6229 Punkten den zehnten Platz und war dabei hinter der Fünften Kym Carter und der Achten Le Shundra Nathan nur drittbeste Vertreterin der Vereinigten Staaten. 1996 gewann Blair die US-Trials und fügte Jackie Joyner-Kersee die erste Niederlage im Siebenkampf nach zwölf Jahren zu. Bei den Olympischen Spielen in Atlanta gab Joyner-Kersee auf. Kelly Blair wurde mit 6307 Punkten Achte knapp vor ihrer Landsfrau Sharon Hanson. Im Jahr darauf bei den Weltmeisterschaften 1997 in Athen erreichte Blair 6253 Punkte und den zehnten Platz. 1998 bei den Goodwill Games in Uniondale gewann Jackie Joyner-Kersee ihren letzten großen Siebenkampf mit 6502 Punkten vor Le Shundra Nathan mit 6479 Punkten und Kelly Blair mit 6465 Punkten.
Blair heiratete den Footballprofi Matt LaBounty, der in der NFL für die Seattle Seahawks spielte.